# روزاریو ۱۴۸۱۲
سیارک ۱۴۸۱۲ (به انگلیسی: 14812 Rosario، نامگذاری:1981JR1) چهارده هزار و هشتصد و دوازدهمین سیارک کشف شده‌است که در ۹ مه ۱۹۸۱ کشف شد.
قدر مطلق سیارک برابر ۲۱٫۴ است.